# Hardwired... to Self-Destruct
Hardwired... to Self-Destruct é o décimo álbum de estúdio da banda norte-americana de heavy metal Metallica lançado a 18 de novembro de 2016. Sucessor dos álbuns Death Magnetic (2008) e Lulu (2011) marcou, assim, o maior intervalo entre dois álbuns na carreira da banda. É também o primeiro disco em que Kirk Hammett não participa na composição das canções desde que se juntou à banda em 1983. Hardwired... to Self-Destruct foi produzido por Greg Fidelman, James Hetfield e Lars Ulrich. Assim como em Death Magnetic, este álbum possui notáveis influências de thrash metal, porém, de forma mais amena.
O primeiro single, "Hardwired", foi lançado em 18 de agosto de 2016, "Moth into Flame" e "Atlas, Rise!", foram lançados também como singles em 26 de setembro de 2016 e 31 de outubro de 2016, respectivamente. Como forma de divulgação, a banda gravou vídeos para cada uma das faixas do álbum.
Hardwired... to Self-Destruct foi o sexto álbum da banda a ficar em primeiro lugar na Billboard 200, tendo vendido 291 mil cópias nos Estados Unidos na semana de lançamento. O álbum recebeu ótimas notas da crítica musical e já vendeu mais de 5 milhões de cópias no mundo todo.

## Faixas
Todas as canções foram compostas por James Hetfield e Lars Ulrich, com exceção das anotadas.

| Disco 1        |                       |         |  |
| N.º            | Título                | Duração |  |
| 1.             | "Hardwired"           | 3:09    |  |
| 2.             | "Atlas, Rise!"        | 6:28    |  |
| 3.             | "Now That We're Dead" | 6:59    |  |
| 4.             | "Moth into Flame"     | 5:50    |  |
| 5.             | "Dream No More"       | 6:29    |  |
| 6.             | "Halo On Fire"        | 8:15    |  |
| Duração total: | Duração total:        | 37:13   |  |

| Disco 2        |                                          |         |  |
| N.º            | Título                                   | Duração |  |
| 1.             | "Confusion"                              | 06:43   |  |
| 2.             | "ManUNkind" (Hetfield, Ulrich, Trujillo) | 06:55   |  |
| 3.             | "Here Comes Revenge"                     | 07:17   |  |
| 4.             | "Am I Savage?"                           | 06:30   |  |
| 5.             | "Murder One"                             | 05:45   |  |
| 6.             | "Spit Out the Bone"                      | 07:09   |  |
| Duração total: | Duração total:                           | 40:16   |  |

| Disco 3 - Deluxe Edition | |                                                                  |         |  |
| N.º                      | Título | Música                                                           | Duração |  |
| 1.                       | "Lords of Summer" | Hetfield, Ulrich, Robert Trujillo                                | 7:10    |  |
| 2.                       | "Ronnie Rising Medley (Tributo a Ronnie James Dio, com um medley contendo as faixas "A Light in the Black", "Tarot Woman", "Stargazer" e "Kill the King")" | Ronnie James Dio                                                 | 9:04    |  |
| 3.                       | "When a Blind Man Cries (cover de Deep Purple)" | Ritchie Blackmore, Ian Gillan, Roger Glover, Jon Lord, Ian Paice | 3:32    |  |
| 4.                       | "Remember Tomorrow (cover de Iron Maiden)" | Steve Harris, Paul Di'Anno                                       | 5:27    |  |
| 5.                       | "Helpless (cover de Diamond Head, Live)" | Sean Harris, Brian Tatler                                        | 3:15    |  |
| 6.                       | "Hit the Lights (Live)" | Hetfield, Ulrich                                                 | 4:06    |  |
| 7.                       | "The Four Horsemen (Live)" | Hetfield, Ulrich, Dave Mustaine                                  | 6:27    |  |
| 8.                       | "Ride the Lightning (Live)" | Hetfield, Ulrich, Mustaine, Cliff Burton                         | 8:16    |  |
| 9.                       | "Fade to Black (Live)" | Hetfield, Ulrich, Burton, Kirk Hammett                           | 8:19    |  |
| 10.                      | "Jump in the Fire (Live)" | Hetfield, Ulrich, Mustaine                                       | 4:50    |  |
| 11.                      | "For Whom the Bell Tolls (Live)" | Hetfield, Ulrich, Burton                                         | 5:33    |  |
| 12.                      | "Creeping Death (Live)" | Hetfield, Ulrich, Burton, Hammett                                | 6:42    |  |
| 13.                      | "Metal Militia (Live)" | Hetfield, Ulrich, Mustaine                                       | 6:43    |  |
| 14.                      | "Hardwired (Live)" | Hetfield, Ulrich                                                 | 3:30    |  |
| Duração total:           | Duração total: | Duração total:                                                   | 84:05   |  |

Disco 3: faixas 5–13 foram gravadas ao vivo no Rasputin Music em Berkeley, Califórnia a 16 de abril de 2016 para o evento Record Store Day. A faixa 14 foi gravada ao vivo no U.S. Bank Stadium em Minneapolis, Minnesota a 20 de agosto de 2016.

## Créditos
| Críticas profissionais | Críticas profissionais |
| Pontuações agregadas   | Pontuações agregadas   |
| Fonte                  | Avaliação              |
| ---------------------- | ---------------------- |
| Metacritic             | 74/100                 |
| Avaliações da crítica  |                        |
| Fonte                  | Avaliação              |
| AllMusic               | [ 7 ]                  |
| Classic Rock Magazine  | [ 8 ]                  |
| Consequence of Sound   | C+                     |
| Kerrang!               | [ 6 ]                  |
| Mojo                   | [ 6 ]                  |
| NME                    | [ 10 ]                 |
| Pitchfork              | 6.5/10                 |
| Rolling Stone          | [ 12 ]                 |
| Sputnik Music          | 3.5/5                  |
| The Telegraph          | [ 14 ]                 |

Metallica
- James Hetfield – vocal e guitarra rítmica; segundo solo de guitarra (breakdown de "Now That We're Dead"); primo solo de guitarra (intro de "ManUNkind")
- Lars Ulrich – bateria
- Robert Trujillo – baixo; vocal de apoio ("Dream No More")
- Kirk Hammett – guitarra solo

Produção
- Greg Fidelman – produção, mixagem e gravação

Certificações
| Pais                     | Certificação | Cerificação por vendas |
| ------------------------ | ------------ | ---------------------- |
| Australia (ARIA)         | Ouro         | 35,000^                |
| Austria (IFPI Austria)   | Platina      | 15,000*                |
| Belgica (BEA)            | Platina      | 30,000*                |
| Canada (Music Canada)    | Platina      | 80,000^                |
| Dinamarca (IFPI Denmark) | Ouro         | 10,000^                |
| França (SNEP)            | Platina      | 100,000*               |
| Alemanha (BVMI)          | 3x Platina   | 300,000^               |
| Grecia (IFPI Greece)     | Platina      | 6,000^                 |
| Hungria (MAHASZ)         | Platina      | 6,000^                 |
| Italia (FIMI)            | Ouro         | 25,000*                |
| Mexico (AMPROFON)        | 2x Platina   | 120,000^               |
| Nova Zelandia (RMNZ)     | Ouro         | 7,500^                 |
| Polonia (ZPAV)           | 4x Platina   | 80,000*                |
| Coreia do Sul (Gaon)     | Ouro         | 5,000*                 |
| Espanha (PROMUSICAE)     | Ouro         | 20,000^                |
| Reino Unido (BPI)        | Ouro         | 100,000^               |
| E.U.A. (RIAA)            | Platina      | 1,000,000              |
| Portugal (AFP)           | Ouro         | 7,500^                 |
|                          |              |                        |